# Баркосу
Баркосу (порт. Barcouço; МФА: [baɾ.ˈko.su]) — парафія в Португалії, у муніципалітеті Меаляда. Розташована в західній частині країни, на теренах історичної португальської провінції Бейра. Входить до складу округу Авейру. За адміністративним поділом, чинним до 1976 року, терени парафії були складовою провінції Берегова Бейра. Належить до Авейрівської діоцезії Католицької церкви. Патрон — Діва Марія. Площа — 21,3089 км². Населення — 2152 ос. (2011). Слабо урбанізований регіон. Густота населення — 100,99 осіб/км²
. Код — 011102.

## Населення
| Кількість мешканців | Кількість мешканців | Кількість мешканців | Кількість мешканців | Кількість мешканців | Кількість мешканців | Кількість мешканців | Кількість мешканців | Кількість мешканців | Кількість мешканців | Кількість мешканців | Кількість мешканців | Кількість мешканців | Кількість мешканців | Кількість мешканців |
| ------------------- | ------------------- | ------------------- | ------------------- | ------------------- | ------------------- | ------------------- | ------------------- | ------------------- | ------------------- | ------------------- | ------------------- | ------------------- | ------------------- | ------------------- |
| 1864                | 1878                | 1890                | 1900                | 1911                | 1920                | 1930                | 1940                | 1950                | 1960                | 1970                | 1981                | 1991                | 2001                | 2011                |
| 1.215               | 1.507               | 1.580               | 1.443               | 1.575               | 1.719               | 1.857               | 1.926               | 2.116               | 2.126               | 1.811               | 2.091               | 1.777               | 2.147               | 2.152               |